# Османов, Атадурды
Атадурды Атабердиевич Османов (туркм. Atadurdy Ataberdiýewiç Osmanow) — туркменский государственный и военный деятель.

## Карьера
С 25 декабря 2010 года являлся начальником управления по городу Ашхабаду Государственной службы Туркменистана по борьбе с наркотиками.
Впоследствии работал первым заместителем начальника Государственной службы Туркменистана по борьбе с наркотиками. При реорганизации службы в Государственную службу охраны безопасности здорового общества был назначен её руководителем.
01.08.2012 — 01.03.2016 — начальник Государственной службы охраны безопасности здорового общества Туркменистана. В качестве руководителя отвечал за вопросы борьбы с распространением и потреблением наркотиков в Туркмении, по сообщению некоторых СМИ в связи с крайне неблагоприятной ситуацией в стране в сфере наркопотребления Османов на регулярной основе делал личные доклады о проводимых профилактических мероприятиях президенту Бердымухамедову.
В январе 2016 года возглавляемая им государственная служба ввела неофициальный запрет на розничную продажу сигарет, что вызвало недовольство граждан и привело к понижению Османова президентом страны в воинском звании с полковника до подполковника. Должность руководителя службы оставил в связи с её присоединением 1 марта 2016 к Министерству внутренних дел страны.
С 25.10.2017 по 07.08.2019 — начальник Государственной таможенной службы Туркменистана. До назначения на должность руководителя службы занимал пост его заместителя. В качестве руководителя таможенной службы занимался вопросами её технического переоснащения, увеличения объёма услуг, оказываемых в цифровом виде. В 2018 году в рамках международного сотрудничества подписал соглашение с Государственным таможенным комитетом Азербайджана об организации обмена предварительными сведениями о товарах и транспортных средствах, перемещаемых между Туркменией и Азербайджаном. Уволен с должности «по состоянию здоровья».

## Воинские звания
- майор[1]
- подполковник (29.03.2011)
- полковник (03.04.2013)
- подполковник (05.01.2016) — понижен в звании «за ослабление контроля над деятельностью подведомственных учреждений и допущенные в работе недостатки»[12]
- полковник (01.03.2018)[13]
- генерал-майор (25.01.2019)[14]
- полковник (13.06.2019) — понижен в звании «За ненадлежащее выполнение должностных обязанностей, допущенные в работе недостатки»[15]

## Взыскания
- 13.01.2015 — строгий выговор «за неудовлетворительное исполнение должностных обязанностей, допущенные в работе недостатки»
- 19.07.2015 — строгий выговор с предупреждением «за ослабление контроля за деятельностью подведомственных служб, допущенные в работе недостатки»
- 05.01.2016 — строгий выговор с предупреждением «за неудовлетворительное исполнение должностных обязанностей, ослабление контроля над деятельностью подведомственных учреждений и допущенные в работе недостатки»
- 03.05.2018 — выговор «за ненадлежащее исполнение должностных обязанностей, допущенные в работе недостатки»[16]
- 12.10.2018 — строгий выговор «за ненадлежащее исполнение должностных обязанностей, допущенные в работе недостатки»[17]

## Награды
Атадурды Османов награждён:
- медалью «Мяликгулы Бердымухамедов» (27.10.2017)[18];
- медалью «За безупречную службу перед Отечеством» III степени (20.10.2014)[19]